# Dijlepark
Dijlepark är en park i Belgien. Den ligger i provinsen Flamländska Brabant och regionen Flandern, i den centrala delen av landet, 25 km öster om huvudstaden Bryssel. Dijlepark ligger 19 meter över havet.
Terrängen runt Dijlepark är huvudsakligen platt. Dijlepark ligger nere i en dal. Runt Dijlepark är det tätbefolkat, med 266 invånare per kvadratkilometer.. Närmaste större samhälle är Leuven, 0,70 km norr om Dijlepark. 
Runt Dijlepark är det i huvudsak tätbebyggt.